# Soiuz 8
Soiuz 8 (rus: Союз 8, Unió 8) va ser part d'una missió conjunta amb la Soiuz 6 i la Soiuz 7 que va tenir lloc amb tres naus espacials Soiuz en òrbita juntes al mateix temps, transportant set cosmonautes.
La tripulació va consistir del comandant Vladímir Xatàlov i l'enginyer de vol Aleksei Ielisséiev, on la missió era la d'acoblar-se al Soiuz 7 i transferir la tripulació, com en les missions Soiuz 4 (que va implicar, entre d'altres, aquests dos cosmonautes) i Soiuz 5. La Soiuz 6 anava a filmar l'operació des de les proximitats.
No onstant això, aquest objectiu no es va aconseguir a causa d'errors en els equips. Les fonts soviètiques més tard van declarar que no hi havia la intenció d'acoblament, però això semblava poc probable, tenint en compte els adaptadors de connexió transportats per les naus, i el fet que tant Xatàlov i Ielisséiev eren veterans de la missió d'acoblament amb èxit anterior. Aquesta va ser l'última vegada que el maquinari allunatge tripulat soviètic es va posar a prova en òrbita, i el fracàs sembla haver estat un dels últims claus en el taüt del programa.
L'indicatiu de ràdio de la nau espacial era Granit. Aquesta paraula és aparentment utilitzada com el nom d'un esquadró reactiu o defensiu en l'entrenament militar soviètic, i, igual que el Soiuz 5, va ser construït com també la tripulació va ser entrenada per ser una nau responsiva (no completament passiva) o femella en l'acoblament. Posant noms militars a les naus espacials va ser probablement en resposta a una apel·lació que va realitzar el comandant del Soiuz 5. Més tard, la paraula va ser escollida probablement a mesura que comença amb una lletra després que la seqüència de partida amb Antey (significant Antaeus) i Buran (que vol dir Mag); Г (G) Ã©s la quarta lletra de l'alfabet rus.

## Tripulació
| Posició         | Cosmonauta                            | Cosmonauta                            |
| --------------- | ------------------------------------- | ------------------------------------- |
| Comandant       | Vladímir Xatàlov Segon vol espacial   | Vladímir Xatàlov Segon vol espacial   |
| Enginyer de vol | Aleksei Ielisséiev Segon vol espacial | Aleksei Ielisséiev Segon vol espacial |

### Tripulació en reserva
| Posició         | Cosmonauta         | Cosmonauta         |
| --------------- | ------------------ | ------------------ |
| Comandant       | Andrian Nikolàiev  | Andrian Nikolàiev  |
| Enginyer de vol | Vitali Sevastiànov | Vitali Sevastiànov |

## Paràmetres de la missió
- Massa: 6646 kg
- Perigeu: 201 km
- Apogeu: 227 km
- Inclinació: 51,7°
- Període: 88,7 min